# تازه‌شلیان
تازه‌شلیان (به لاتین: Təzə Şilyan) یک منطقهٔ مسکونی در جمهوری آذربایجان است که در شهرستان اوجار واقع شده‌است.

## مردم
تازه‌شلیان ۲٬۷۳۴ نفر جمعیت دارد.